# Чкаловск (городской округ)
Город Чкаловск или городско́й о́круг город Чкаловск — административно-территориальное образование (город областного значения) и муниципальное образование со статусом городского округа в Нижегородской области России. До 2015 года составлял Чкаловский район.

## География
Городской округ город Чкаловск расположен на северо-западе Нижегородской области и граничит с Пучежским, Верхнеландеховским и Пестяковским районами Ивановской области на севере, северо-западе и западе, соответственно, с Володарским районом и Балахнинским муниципальным округом Нижегородской области на юге и юго-востоке и имеет водную границу с Городецким районом и Сокольским городским округом Нижегородской области. Землями городского округа города Чкаловска открывается территория Нижегородской области на северо-западе. Площадь — 87 700 гектар.

## История
В древние времена на юго-востоке самостоятельного Ростово-Суздальского княжества, впоследствии Владимиро-Суздальского, естественным рубежом на пути нападения волжских булгар была Балахнинская низина с непроходимыми лесами, болотами и торфяниками. После нападения волжских булгар на Ярославль, великий князь Юрий Долгорукий в 1152 году ставит на левом берегу Волги крепость Городец, которая контролировала торговый путь и военные дороги вверх по Волге. В то же время, в XII веке, на правом берегу Волги возникает Василева Слобода (современный город Чкаловск), названная в честь сына Юрия Долгорукого — Василия Юрьевича.
В XIV-XVII веках Василева Слобода была родовой вотчиной князей Шуйских. С 1610 по 1764 год — монастырским владением. После ликвидации монастырских владений перешла в разряд экономических сел. В XIX веке Василева Слобода стала большим базарным селом в составе Балахнинского уезда.
Василева Слобода является родиной легендарного лётчика-испытателя, Героя Советского Союза Валерия Павловича Чкалова. В 1937 году жители рабочего поселка Василёво и Василёвского района, отдавая дань уважения своему великому земляку, обратились с просьбой в президиум ВЦИК о переименовании Василёво в Чкаловск. Просьба жителей было удовлетворена: с 28 августа 1937 года рабочий поселок и район стали носить имя Валерия Павловича Чкалова.
В 2015 году административно-территориальное образование Чкаловский район был преобразован в город областного значения Чкаловск, а все муниципальные образования Чкаловского муниципального района были преобразованы путём их объединения во вновь образованное муниципальное образование городской округ город Чкаловск.

## Население
| 1939    | 1959    | 1970    | 1979    | 1989    | 2002    | 2008    | 2009    | 2010    |
| ------- | ------- | ------- | ------- | ------- | ------- | ------- | ------- | ------- |
| 40 728  | ↘37 769 | ↘34 727 | ↘31 819 | ↘29 881 | ↘25 509 | ↘22 881 | ↘22 471 | ↘21 963 |
| 2011    | 2012    | 2013    | 2014    | 2015    | 2016    | 2017    | 2018    | 2019    |
| ↘21 864 | ↘21 566 | ↘21 376 | ↘21 023 | ↘20 616 | ↘20 371 | ↘20 183 | ↘19 986 | ↘19 695 |
| 2020    | 2021    |         |         |         |         |         |         |         |
| ↘19 517 | ↗19 678 |         |         |         |         |         |         |         |

| 1939    | 1959    | 1970    | 1979    | 1989    | 2002    | 2008    | 2009    | 2010    |
| ------- | ------- | ------- | ------- | ------- | ------- | ------- | ------- | ------- |
| 40 728  | ↘37 769 | ↘34 727 | ↘31 819 | ↘29 881 | ↘25 509 | ↘22 881 | ↘22 471 | ↘21 963 |
| 2011    | 2012    | 2013    | 2014    | 2015    | 2016    | 2017    | 2018    | 2019    |
| ↘21 864 | ↘21 566 | ↘21 376 | ↘21 023 | ↘20 616 | ↘20 371 | ↘20 183 | ↘19 986 | ↘19 695 |
| 2020    | 2021    |         |         |         |         |         |         |         |
| ↘19 517 | ↗19 678 |         |         |         |         |         |         |         |

### Урбанизация
В городских условиях (город Чкаловск) проживают 58,62 % населения района.

## Административно-территориальное устройство
Город областного значения включает в себя следующие административно-территориальные образования: 1 город и 8 территориальных отделов. До 2015 года в Чкаловском муниципальном районе они соответствовали 1 городскому и 8 сельским поселениям. В 2015 году все муниципальные образования района были преобразованы путём их объединения во вновь образованное муниципальное образование городской округ город Чкаловск.
| № | Административно- территориальное образование | Административный центр | Количество населённых пунктов | Население | Площадь, км2 |
| - | -------------------------------------------- | ---------------------- | ----------------------------- | --------- | ------------ |
| 1 | Город Чкаловск                               | город Чкаловск         | 1                             | ↗11 535   | 6,93         |
| 2 | Беловско-Новинский сельсовет                 | село Новинки           | 57                            | ↘1069     | 53,62        |
| 3 | Вершиловский сельсовет                       | село Вершилово         | 19                            | ↘819      | 191,25       |
| 4 | Сельсовет Катунки                            | посёлок Катунки        | 1                             | ↘799      | 0,32         |
| 5 | Котельницкий сельсовет                       | деревня Котельницы     | 43                            | ↘1090     | 64,32        |
| 6 | Кузнецовский сельсовет                       | деревня Кузнецово      | 47                            | ↘1788     | 36,37        |
| 7 | Пуреховский сельсовет                        | село Пурех             | 30                            | ↘1955     | 52,63        |
| 8 | Соломатовский сельсовет                      | село Соломаты          | 30                            | ↘717      | 50,12        |
| 9 | Сельсовет Чистое                             | посёлок Чистое         | 1                             | ↘656      | 5,02         |

### Населённые пункты
В состав города областного значения и городского округа входят 227 населённых пунктов:
| №   | Населённый пункт | Тип                               | Население | Административно-территориальное образование |
| --- | ---------------- | --------------------------------- | --------- | ------------------------------------------- |
| 1   | Алеево           | деревня                           | ↗31       | Котельницкий сельсовет                      |
| 2   | Андреево         | деревня                           | ↘110      | Пуреховский сельсовет                       |
| 3   | Андроново        | деревня                           | ↗22       | Беловско-Новинский сельсовет                |
| 4   | Апалихино        | деревня                           | ↘12       | Котельницкий сельсовет                      |
| 5   | Афанасьево       | деревня                           | ↘12       | Вершиловский сельсовет                      |
| 6   | Бабаино          | деревня                           | ↘5        | Котельницкий сельсовет                      |
| 7   | Балахнино        | деревня                           | ↘8        | Котельницкий сельсовет                      |
| 8   | Балахнино        | деревня                           | ↘6        | Кузнецовский сельсовет                      |
| 9   | Барышиха         | деревня                           | ↘5        | Пуреховский сельсовет                       |
| 10  | Бегучево         | деревня                           | ↘15       | Беловско-Новинский сельсовет                |
| 11  | Белая            | деревня                           | →0        | Пуреховский сельсовет                       |
| 12  | Белово           | деревня                           | ↘17       | Котельницкий сельсовет                      |
| 13  | Белое            | село                              | ↘241      | Беловско-Новинский сельсовет                |
| 14  | Белозеры         | деревня                           | ↘0        | Беловско-Новинский сельсовет                |
| 15  | Беляниха         | деревня                           | ↘2        | Соломатовский сельсовет                     |
| 16  | Берьково         | деревня                           | ↘5        | Беловско-Новинский сельсовет                |
| 17  | Беседы           | деревня                           | ↘4        | Кузнецовский сельсовет                      |
| 18  | Бессониха        | деревня                           | →0        | Кузнецовский сельсовет                      |
| 19  | Блиново          | деревня                           | →0        | Беловско-Новинский сельсовет                |
| 20  | Боброво          | деревня                           | ↘7        | Пуреховский сельсовет                       |
| 21  | Большое Варакино | деревня                           | →0        | Беловско-Новинский сельсовет                |
| 22  | Большое Рябинино | деревня                           | ↘7        | Кузнецовский сельсовет                      |
| 23  | Большое Якунино  | деревня                           | ↘32       | Соломатовский сельсовет                     |
| 24  | Бородулино       | деревня                           | →0        | Пуреховский сельсовет                       |
| 25  | Боярское         | деревня                           | ↘4        | Беловско-Новинский сельсовет                |
| 26  | Бральгино        | деревня                           | ↘19       | Кузнецовский сельсовет                      |
| 27  | Бровницы         | деревня                           | ↘0        | Беловско-Новинский сельсовет                |
| 28  | Бубново          | деревня                           | ↘69       | Беловско-Новинский сельсовет                |
| 29  | Букашево         | деревня                           | ↘19       | Беловско-Новинский сельсовет                |
| 30  | Ванисово         | деревня                           | ↘8        | Беловско-Новинский сельсовет                |
| 31  | Варлашево        | деревня                           | ↘19       | Беловско-Новинский сельсовет                |
| 32  | Васильково       | деревня                           | ↗14       | Беловско-Новинский сельсовет                |
| 33  | Ваулино          | деревня                           | ↘13       | Котельницкий сельсовет                      |
| 34  | Вашеево          | деревня                           | ↘8        | Соломатовский сельсовет                     |
| 35  | Вашкино          | деревня                           | ↗8        | Котельницкий сельсовет                      |
| 36  | Великово         | деревня                           | →0        | Беловско-Новинский сельсовет                |
| 37  | Веретеново       | деревня                           | ↘5        | Пуреховский сельсовет                       |
| 38  | Вершилово        | село                              | ↗466      | Вершиловский сельсовет                      |
| 39  | Вихорево         | деревня                           | ↘5        | Соломатовский сельсовет                     |
| 40  | Волково          | деревня                           | ↘3        | Котельницкий сельсовет                      |
| 41  | Воронцово        | деревня                           | ↘0        | Пуреховский сельсовет                       |
| 42  | Высокая          | деревня                           | ↘278      | Кузнецовский сельсовет                      |
| 43  | Ганиха           | деревня                           | ↘10       | Беловско-Новинский сельсовет                |
| 44  | Гари             | деревня                           | ↘8        | Котельницкий сельсовет                      |
| 45  | Гладыши          | деревня                           | ↘8        | Беловско-Новинский сельсовет                |
| 46  | Головино         | деревня                           | ↘20       | Вершиловский сельсовет                      |
| 47  | Голышево         | деревня                           | ↘14       | Пуреховский сельсовет                       |
| 48  | Горбово          | деревня                           | ↘7        | Кузнецовский сельсовет                      |
| 49  | Горянское        | деревня                           | ↗3        | Кузнецовский сельсовет                      |
| 50  | Гребнево         | деревня                           | ↗11       | Пуреховский сельсовет                       |
| 51  | Грибово          | деревня                           | ↘12       | Беловско-Новинский сельсовет                |
| 52  | Гришино          | деревня                           | ↘7        | Соломатовский сельсовет                     |
| 53  | Грязново         | деревня                           | ↘0        | Беловско-Новинский сельсовет                |
| 54  | Губцево          | деревня                           | ↘5        | Кузнецовский сельсовет                      |
| 55  | Гумнищи          | деревня                           | ↘10       | Котельницкий сельсовет                      |
| 56  | Демидово         | деревня                           | ↘28       | Пуреховский сельсовет                       |
| 57  | Елино            | деревня                           | →1        | Беловско-Новинский сельсовет                |
| 58  | Железово         | деревня                           | ↘262      | Соломатовский сельсовет                     |
| 59  | Жуково           | деревня                           | ↘19       | Котельницкий сельсовет                      |
| 60  | Загоскино        | деревня                           | ↘3        | Соломатовский сельсовет                     |
| 61  | Задняя           | деревня                           | →5        | Котельницкий сельсовет                      |
| 62  | Зайково          | посёлок железнодорожного разъезда | ↘2        | Вершиловский сельсовет                      |
| 63  | Занино           | деревня                           | →0        | Беловско-Новинский сельсовет                |
| 64  | Зарубино         | деревня                           | ↘13       | Пуреховский сельсовет                       |
| 65  | Здемерово        | деревня                           | ↘5        | Беловско-Новинский сельсовет                |
| 66  | Зелебиха         | деревня                           | ↗12       | Кузнецовский сельсовет                      |
| 67  | Зельево          | деревня                           | ↘6        | Кузнецовский сельсовет                      |
| 68  | Зименки          | деревня                           | ↘28       | Кузнецовский сельсовет                      |
| 69  | Зубово           | деревня                           | ↘10       | Котельницкий сельсовет                      |
| 70  | Игошино          | деревня                           | ↗1        | Беловско-Новинский сельсовет                |
| 71  | Ильдово          | деревня                           | →0        | Беловско-Новинский сельсовет                |
| 72  | Ильинка          | деревня                           | →0        | Пуреховский сельсовет                       |
| 73  | Ионово           | деревня                           | ↘12       | Котельницкий сельсовет                      |
| 74  | Каблуково        | деревня                           | ↘5        | Беловско-Новинский сельсовет                |
| 75  | Карабасиха       | деревня                           | ↘11       | Кузнецовский сельсовет                      |
| 76  | Карпуниха        | деревня                           | ↗8        | Беловско-Новинский сельсовет                |
| 77  | Карпушкино       | деревня                           | ↘4        | Беловско-Новинский сельсовет                |
| 78  | Кастихино        | деревня                           | ↘1        | Котельницкий сельсовет                      |
| 79  | Катунки          | село                              | ↘799      | Сельсовет Катунки                           |
| 80  | Кирино           | деревня                           | →0        | Беловско-Новинский сельсовет                |
| 81  | Кириха           | деревня                           | ↘4        | Котельницкий сельсовет                      |
| 82  | Киселево         | деревня                           | ↗80       | Котельницкий сельсовет                      |
| 83  | Климотино        | деревня                           | ↘17       | Кузнецовский сельсовет                      |
| 84  | Кодочиги         | деревня                           | ↘18       | Соломатовский сельсовет                     |
| 85  | Колганово        | деревня                           | ↘13       | Кузнецовский сельсовет                      |
| 86  | Колобово         | деревня                           | ↘21       | Соломатовский сельсовет                     |
| 87  | Колосиха         | деревня                           | ↘16       | Кузнецовский сельсовет                      |
| 88  | Кораблево        | деревня                           | ↗4        | Котельницкий сельсовет                      |
| 89  | Коробейниково    | деревня                           | ↗7        | Вершиловский сельсовет                      |
| 90  | Коробиха         | деревня                           | ↘10       | Котельницкий сельсовет                      |
| 91  | Косьмягино       | деревня                           | ↘0        | Беловско-Новинский сельсовет                |
| 92  | Косяково         | деревня                           | ↘1        | Пуреховский сельсовет                       |
| 93  | Котельницы       | деревня                           | →528      | Котельницкий сельсовет                      |
| 94  | Круглово         | деревня                           | ↘42       | Вершиловский сельсовет                      |
| 95  | Крутцы           | деревня                           | ↘2        | Беловско-Новинский сельсовет                |
| 96  | Кузино           | деревня                           | →5        | Кузнецовский сельсовет                      |
| 97  | Кузнецово        | деревня                           | ↘27       | Вершиловский сельсовет                      |
| 98  | Кузнецово        | деревня                           | ↘1123     | Кузнецовский сельсовет                      |
| 99  | Кузьмино         | деревня                           | ↘103      | Котельницкий сельсовет                      |
| 100 | Кукомоино        | деревня                           | ↘2        | Кузнецовский сельсовет                      |
| 101 | Кулаево          | деревня                           | ↘12       | Кузнецовский сельсовет                      |
| 102 | Курмыш           | деревня                           | ↘2        | Кузнецовский сельсовет                      |
| 103 | Кутячево         | деревня                           | ↘9        | Котельницкий сельсовет                      |
| 104 | Лазариха         | деревня                           | ↘16       | Котельницкий сельсовет                      |
| 105 | Лакомкино        | деревня                           | ↘0        | Беловско-Новинский сельсовет                |
| 106 | Левино           | деревня                           | ↘3        | Кузнецовский сельсовет                      |
| 107 | Левино           | посёлок                           | ↘5        | Пуреховский сельсовет                       |
| 108 | Левиха           | деревня                           | ↘0        | Соломатовский сельсовет                     |
| 109 | Либежево         | деревня                           | →6        | Кузнецовский сельсовет                      |
| 110 | Лисино           | деревня                           | ↘14       | Соломатовский сельсовет                     |
| 111 | Ломки            | деревня                           | ↘17       | Беловско-Новинский сельсовет                |
| 112 | Лопатиха         | деревня                           | →0        | Кузнецовский сельсовет                      |
| 113 | Луговая          | деревня                           | ↗16       | Беловско-Новинский сельсовет                |
| 114 | Лукинки          | деревня                           | ↘0        | Котельницкий сельсовет                      |
| 115 | Лутошкино        | деревня                           | ↘3        | Беловско-Новинский сельсовет                |
| 116 | Малая            | деревня                           | ↘2        | Кузнецовский сельсовет                      |
| 117 | Малинино         | деревня                           | ↗3        | Вершиловский сельсовет                      |
| 118 | Малое Варакино   | деревня                           | →0        | Беловско-Новинский сельсовет                |
| 119 | Малое Рябинино   | деревня                           | ↘29       | Кузнецовский сельсовет                      |
| 120 | Малое Чухово     | деревня                           | ↘45       | Пуреховский сельсовет                       |
| 121 | Малое Якунино    | деревня                           | ↘5        | Соломатовский сельсовет                     |
| 122 | Матренино        | деревня                           | ↘4        | Кузнецовский сельсовет                      |
| 123 | Медниково        | деревня                           | ↘78       | Кузнецовский сельсовет                      |
| 124 | Милино           | деревня                           | ↘27       | Вершиловский сельсовет                      |
| 125 | Митениха         | деревня                           | ↘6        | Кузнецовский сельсовет                      |
| 126 | Михайловское     | село                              | →0        | Пуреховский сельсовет                       |
| 127 | Михалево         | деревня                           | ↗17       | Котельницкий сельсовет                      |
| 128 | Мишино           | деревня                           | ↘4        | Соломатовский сельсовет                     |
| 129 | Мишнево          | деревня                           | →5        | Кузнецовский сельсовет                      |
| 130 | Морозово         | деревня                           | ↘43       | Соломатовский сельсовет                     |
| 131 | Мухлово          | посёлок железнодорожного разъезда | ↘0        | Вершиловский сельсовет                      |
| 132 | Мякотино         | деревня                           | ↘6        | Беловско-Новинский сельсовет                |
| 133 | Нагорное         | деревня                           | ↘1        | Кузнецовский сельсовет                      |
| 134 | Неверово         | деревня                           | ↘150      | Котельницкий сельсовет                      |
| 135 | Никиткино        | деревня                           | ↘5        | Беловско-Новинский сельсовет                |
| 136 | Новая            | деревня                           | ↘170      | Пуреховский сельсовет                       |
| 137 | Новинки          | село                              | ↘204      | Беловско-Новинский сельсовет                |
| 138 | Окорково         | деревня                           | ↘3        | Кузнецовский сельсовет                      |
| 139 | Осокино          | деревня                           | ↘0        | Кузнецовский сельсовет                      |
| 140 | Осташино         | деревня                           | ↘2        | Пуреховский сельсовет                       |
| 141 | Охотино          | деревня                           | ↘10       | Беловско-Новинский сельсовет                |
| 142 | Павелково        | деревня                           | ↘17       | Котельницкий сельсовет                      |
| 143 | Палкино          | деревня                           | →0        | Беловско-Новинский сельсовет                |
| 144 | Перехваткино     | деревня                           | ↘20       | Вершиловский сельсовет                      |
| 145 | Перехваткино     | деревня                           | ↗15       | Кузнецовский сельсовет                      |
| 146 | Перхурово        | деревня                           | ↘2        | Беловско-Новинский сельсовет                |
| 147 | Петрунино        | деревня                           | →0        | Беловско-Новинский сельсовет                |
| 148 | Плясицино        | деревня                           | ↘17       | Кузнецовский сельсовет                      |
| 149 | Погудкино        | деревня                           | ↘2        | Котельницкий сельсовет                      |
| 150 | Подожгино        | деревня                           | ↘5        | Соломатовский сельсовет                     |
| 151 | Подшибалкино     | деревня                           | ↘11       | Кузнецовский сельсовет                      |
| 152 | Полубенки        | деревня                           | →1        | Котельницкий сельсовет                      |
| 153 | Попцово          | деревня                           | ↘7        | Кузнецовский сельсовет                      |
| 154 | Поросятево       | деревня                           | ↘0        | Соломатовский сельсовет                     |
| 155 | Поселихино       | деревня                           | →0        | Пуреховский сельсовет                       |
| 156 | Починок          | деревня                           | ↘21       | Соломатовский сельсовет                     |
| 157 | Пройма           | деревня                           | ↘6        | Вершиловский сельсовет                      |
| 158 | Просоль          | деревня                           | →0        | Соломатовский сельсовет                     |
| 159 | Прудово          | деревня                           | ↘13       | Котельницкий сельсовет                      |
| 160 | Пурех            | село                              | ↘1505     | Пуреховский сельсовет                       |
| 161 | Пырьево          | деревня                           | ↗1        | Пуреховский сельсовет                       |
| 162 | Раково           | деревня                           | ↘11       | Вершиловский сельсовет                      |
| 163 | Ревикино         | деревня                           | ↘5        | Беловско-Новинский сельсовет                |
| 164 | Романово         | деревня                           | ↘2        | Пуреховский сельсовет                       |
| 165 | Рыжково          | деревня                           | ↗15       | Беловско-Новинский сельсовет                |
| 166 | Рылково          | деревня                           | ↘12       | Котельницкий сельсовет                      |
| 167 | Сабукино         | деревня                           | ↘2        | Котельницкий сельсовет                      |
| 168 | Савино           | деревня                           | ↘0        | Кузнецовский сельсовет                      |
| 169 | Самсыгино        | деревня                           | ↘4        | Беловско-Новинский сельсовет                |
| 170 | Самсыгино        | деревня                           | ↘0        | Пуреховский сельсовет                       |
| 171 | Санагирево       | деревня                           | ↘3        | Котельницкий сельсовет                      |
| 172 | Сапаниха         | деревня                           | ↗30       | Котельницкий сельсовет                      |
| 173 | Семеново         | деревня                           | ↘7        | Беловско-Новинский сельсовет                |
| 174 | Семеново         | деревня                           | ↘0        | Соломатовский сельсовет                     |
| 175 | Сенничиха        | деревня                           | →1        | Котельницкий сельсовет                      |
| 176 | Сивцево          | деревня                           | ↘9        | Котельницкий сельсовет                      |
| 177 | Сицкое           | село                              | ↘332      | Беловско-Новинский сельсовет                |
| 178 | Скорынино        | деревня                           | ↗22       | Вершиловский сельсовет                      |
| 179 | Смольево         | деревня                           | ↘15       | Пуреховский сельсовет                       |
| 180 | Смыкушиха        | деревня                           | →0        | Беловско-Новинский сельсовет                |
| 181 | Соболево         | деревня                           | ↘9        | Кузнецовский сельсовет                      |
| 182 | Соломаты         | село                              | ↘261      | Соломатовский сельсовет                     |
| 183 | Сонино           | деревня                           | ↘4        | Беловско-Новинский сельсовет                |
| 184 | Спирино          | деревня                           | ↘22       | Соломатовский сельсовет                     |
| 185 | Старая Казарма   | посёлок                           | ↘0        | Вершиловский сельсовет                      |
| 186 | Степучево        | деревня                           | ↘6        | Беловско-Новинский сельсовет                |
| 187 | Страшево         | деревня                           | ↘3        | Беловско-Новинский сельсовет                |
| 188 | Стрелка          | деревня                           | ↘35       | Котельницкий сельсовет                      |
| 189 | Стрепехово       | деревня                           | ↗9        | Беловско-Новинский сельсовет                |
| 190 | Ступино          | деревня                           | ↘35       | Кузнецовский сельсовет                      |
| 191 | Сумино           | деревня                           | ↘2        | Беловско-Новинский сельсовет                |
| 192 | Таборы           | деревня                           | →0        | Котельницкий сельсовет                      |
| 193 | Тимонькино       | село                              | ↘22       | Вершиловский сельсовет                      |
| 194 | Трофаново        | деревня                           | ↘39       | Вершиловский сельсовет                      |
| 195 | Трутнево         | деревня                           | ↘2        | Пуреховский сельсовет                       |
| 196 | Тяжелухино       | деревня                           | ↘5        | Пуреховский сельсовет                       |
| 197 | Ульянково        | деревня                           | ↘3        | Беловско-Новинский сельсовет                |
| 198 | Умники           | деревня                           | ↘11       | Соломатовский сельсовет                     |
| 199 | Урково           | деревня                           | ↘59       | Вершиловский сельсовет                      |
| 200 | Федена           | деревня                           | ↘1        | Соломатовский сельсовет                     |
| 201 | Филино           | деревня                           | ↘5        | Пуреховский сельсовет                       |
| 202 | Фирсово          | деревня                           | →0        | Беловско-Новинский сельсовет                |
| 203 | Фомино           | деревня                           | ↘9        | Пуреховский сельсовет                       |
| 204 | Харенки          | деревня                           | ↘9        | Беловско-Новинский сельсовет                |
| 205 | Харламово        | деревня                           | ↘0        | Кузнецовский сельсовет                      |
| 206 | Хвостиха         | деревня                           | ↘6        | Котельницкий сельсовет                      |
| 207 | Хмелино          | деревня                           | ↘5        | Котельницкий сельсовет                      |
| 208 | Хмельничное      | деревня                           | ↘14       | Кузнецовский сельсовет                      |
| 209 | Хохары           | деревня                           | ↘7        | Соломатовский сельсовет                     |
| 210 | Черенино         | деревня                           | ↗5        | Кузнецовский сельсовет                      |
| 211 | Чернильниково    | деревня                           | ↘15       | Котельницкий сельсовет                      |
| 212 | Черницы          | деревня                           | ↘10       | Кузнецовский сельсовет                      |
| 213 | Чистое           | село                              | ↘656      | Сельсовет Чистое                            |
| 214 | Чкаловск         | город, административный центр     | ↗11 535   | Город Чкаловск                              |
| 215 | Шадрино          | деревня                           | ↘0        | Котельницкий сельсовет                      |
| 216 | Шестово          | деревня                           | ↘5        | Кузнецовский сельсовет                      |
| 217 | Шеховская        | деревня                           | ↘123      | Вершиловский сельсовет                      |
| 218 | Шиблово          | деревня                           | →0        | Соломатовский сельсовет                     |
| 219 | Шинино           | деревня                           | ↘0        | Соломатовский сельсовет                     |
| 220 | Шишкино          | деревня                           | ↘24       | Соломатовский сельсовет                     |
| 221 | Шмели            | деревня                           | ↘3        | Соломатовский сельсовет                     |
| 222 | Шубино           | деревня                           | →0        | Кузнецовский сельсовет                      |
| 223 | Щетинино         | деревня                           | ↘12       | Соломатовский сельсовет                     |
| 224 | Юркино           | деревня                           | ↘19       | Котельницкий сельсовет                      |
| 225 | Яблоново         | деревня                           | ↘22       | Кузнецовский сельсовет                      |
| 226 | Ягодная          | деревня                           | ↗8        | Соломатовский сельсовет                     |
| 227 | Яковлево         | деревня                           | ↘33       | Беловско-Новинский сельсовет                |

Упразднённые населённые пункты
- 2017 год — деревня Остапово включена в состав села Пурех.
- 2025 год — посёлок Школьный.

## Ресурсы
Земельные ресурсы
На территории района преобладают дерново-подзолистые, тонко-супесчаные и средне-легкосуглинистые почвы. Эти почвы малоплодородны, бедны перегноем, азотом и фосфором, маломощны и бесструктурны, содержат 2-3 % глинистых частиц. Однако, при известковании и внесении минеральных удобрений, эти почвы позволяют собирать хорошие урожаи зерновых, льна, картофеля, кормовых трав и корнеплодов. На землях района расположен значительный массив плодородных почв, развившихся на тонкопесчанистых суглинках. Коэффициент расчлененности почв овражно-балочной сетью составляет преимущественно 0,5 км/км², лишь в некоторых местах достигает величины 1 км/км².
Минеральные ресурсы
На территории района выявлены запасы некоторых минеральных ресурсов. К ним относятся запасы гипса и ангидрита — около 2000000 м³, глины для строительной керамики — около 1000000 м³. Возможно выявление залежей карбонатных пород. Встречаются проявления стекольных песков. В южной части района находятся значительные площади торфяника, основная часть которого располагается в Володарском районе и Ивановской области.
Лесные ресурсы
Чкаловский район относится к многолесным районам области. Его лесистость составляет 54 %. Чкаловский район находится в подзоне елово-широколиственных (смешанных) лесов. На юге района встречаются сосновые и елово-сосновые леса. Общая площадь лесных земель района составляет 46500 гектар, в том числе леса 1 группы — 44300 гектар. По состоянию на 1 января 2000 общий запас древесины равен 6076000 м³, в том числе хвойные породы — 4097000 м³, запас спелых пород составляет 115000 м³. Расчётная лесосека по главному пользованию равна 8600 м³. Площадь насаждений, нуждающихся в рубках ухода и санитарных рубках, равна 15000 гектар, ежегодный размер пользования от всех рубок леса составляет 20000 м³.
Водные ресурсы
Основу водных ресурсов территории формирует Горьковское водохранилище, по берегам которого проходит граница Чкаловского района. Уровень воды водохранилища колеблется от 84 метров над уровнем моря с мая по декабрь, что соответствует нормальному проектному горизонту, до 82 метров — с декабря до середины апреля. По территории района протекает множество ручьёв и небольших речек. Троца, Дорок, Санахта, Юг, Чёрная имеют протяженность более 10 км. Среднегодовой модуль стока поверхностных вод района равен среднеобластному — 5,5 л/сек с км² — и обозначает количество воды в литрах, стекающее в секунду с 1 м² площади бассейна. Ресурсы поверхностных вод Чкаловского района, таким образом, составляют 151700000 м³ в год.

## Промышленность
- ООО «МЗВА-ЧЭМЗ» (производство линейной арматуры для ЛЭП), входящее в Производственное объединение «ФОРЭНЕРГО»;
- АО «Чкаловская судоверфь» (строительство, ремонт и переоборудование судов);
- АО завод «ПОЛЕТ» (производство комплектующих изделий для специального приборостроения, автопрома и РЖД);
- ООО «Рост» (производство вентиляторов для нефтяной, газовой, химической, металлургической промышленности и общего машиностроения);
- ЗАО «Чкаловская швейная фабрика» (спецодежда);
- ЗАО «Гипюр» (строчевышивальная фабрика);
- ООО «Лён» (производство и оптовая продажа растительных масел);
- ООО «Бальзам» (выпуск алкогольной продукции);
- ЗАО «Светлана»;
- ООО «Чкаловский плодопитомник НН» (продажа плодовых, ягодных и декоративных культур);
- ООО «БИМ» (электромонтажные работы);
- ООО «Стройвесс» (строительство жилых и нежилых зданий);
- ООО «ПУРЕХОВСКИЙ ХЛЕБНЫЙ ДОМ» (производство хлебо-булочных изделий);
- ООО «Лагуна-ЮГ» (комплекс отдыха и развлечения).

Основные промышленные предприятия, находящиееся на территории г.о.г. Чкаловск входят в объединение работодателей «Ассоциация промышленников и предпринимателей городского округа город Чкаловск Нижегородской области».

## Культура и образование

### Учреждения образования
Система образования округа включает в себя:
- 11 детских дошкольных учреждений (7 учреждений в г. Чкаловск, 4 в сельской местности):
- Детский сад № 2 «Пчелка»;
- Детский сад № 4 имени В.П.Чкалова;
- Детский сад №7 «Сказка»;
- Детский сад №8 «Березка»;
- Детский сад № 9 «Солнышко»;
- Детский сад №10 «Кроха»;
- Детский сад №16 «Светлячок»;
- Детский сад №19 «Рябинка»;
- Детский сад №20  «Ягодка»;
- Детский сад №21 «Кораблик»;
- Детский сад №22 «Аленушка».

- 9 общеобразовательных организаций (5 средних школ, 2 - основных, 2 - начальных):
- Средняя школа №4 имени В.В.Клочкова;
- Чкаловская  средняя школа № 5;
- Либежевская средняя школа имени Р.Е.Алексеева;
- Пуреховская средняя школа;
- Сицкая средняя школа;
- Катунская основная школа;
- Соломатовская основная школа;
- Вершиловская начальная школа;
- Котельницкая начальная школа.

Кроме того, в округе функционируют Чкаловская школа-интернат и Либежевский детский дом «Кораблик».
Среднее профессиональное образование представлено Чкаловский техникум транспорта и информационных технологий (до 2004 года Чкаловское профессиональное училище № 13, с 2004 по 2011 Чкаловский агропромышленный техникум». В настоящее время техникум реализует ряд образовательных программ по подготовке квалифицированных служащих и специалистов среднего звена для удовлетворения потребностей рынка труда г.о.г. Чкаловск. 18 ноября 2022 года техникуму исполнилось 100 лет.
Дополнительное образование представлено Домом детского творчества, который в сентябре 2022 года был объединён с Детско-юношеским физкультурным центром и Школой прикладного искусства.

### Учреждения культуры
Сфера культуры округа представлена 6 учреждениями.
Детская школа искусств является единственным образовательным учреждением в сфере культуры и искусства  на территории городского округа город Чкаловск. Была создана в 1991 году после объединения Детской музыкальной (год создания — 1958) и Детской художественной (год создания — 1976) школ.
В настоящий момент включает в себя музыкальное, художественное и хореографическое отделения. Музыкальное отделение представлено классами фортепиано, народных и духовых инструментов, хорового пения и эстрадного вокала. Общее количество учащихся в 2022-2023 учебном году — 548 человек.
Директор — Кочеткова Татьяна Викторовна.
Мемориальный музей В. П. Чкалова — мемориальный комплекс, посвящённый памяти выдающегося лётчика, Героя Советского Союза Валерия Павловича Чкалова. Был открыт для посетителей 7 июля 1940 года.
Музей включает в себя мемориальный дом, где родился и вырос Валерий Чкалов, павильон – ангар, в котором экспонируется  коллекция самолётов, связанных с его летной деятельностью, включая легендарный АНТ-25. Именно на нём экипаж в составе В.П. Чкалова, Г.Ф. Байдукова и А.В. Белякова совершил свои исторические беспосадочные перелёты: в 1936-м Москва — о.Удд, в 1937-м Москва — Северный полюс — США. Ежегодно музей посещают тысячи туристов. В 2022 году их количество составило 35 437 человек.
4 октября 2022 года на базе музея в Доме купцов Рукавишниковых был открыт первый в Нижегородской области интерактивный музейно-туристический центр для детей и молодежи «Вираж», направленный на изучение истории авиации. Изюминка его экспозиции — авиасимулятор с 15 моделями летательной техники.
Директор — Захарова Ирина Александровна.
Центр ремесел ведет свою деятельность с 1 октября 1995 года. Был создан для развития народной традиционной культуры и любительского народного творчества. В его состав входят Чкаловский и Новинский центры ремесел. Обучение различным видам ремесел (лозоплетение, бисероплетение, ткачество, народная игрушка, лоскутное шитье и др., в том числе народные художественные промыслы «Новинская деревянная игрушка» и «Нижегородский гипюр») ведется в 31 клубном формировании, которые посещают более 220 человек.
В Новинском центре ремесел находится Музей новинской игрушки, в котором посетители знакомятся с историей возникновения народного промысла и его особенностями.
Директор — Калякина Анна Александровна.
Центр туризма «Русские крылья» было создано 9 января 2003 года. Располагается в Доме культуры имени В. П. Чкалова (памятник истории и культуры регионального значения), построенном в 1940 году в память о великом летчике. Является ярким примером «сталинского ампира».
Центр туризма включает в себя Музей скоростей, Выставочный зал имени Народного художника РФ А. М. Каманина, Пуреховский краеведческий музей имени Д. М. Пожарского.
Музей скоростей посвящён развитию скорости на воде – от бурлачества к экранопланам, а также главному конструктору судов на подводных крыльях Ростиславу Евгеньевичу Алексееву.
В Выставочном зале имени А.М. Каманина представлены картины известных советских и российских художников, чья жизнь так или иначе была связана с Чкаловском: народный художник РСФСР Александр Каманин; заслуженный художник РФ, профессор живописи Сергей Каманин; лауреат Государственной премии, член Союза кинематографистов России Николай Маркин; член Горьковского союза художников Михаил Каманин; заслуженный работник культуры России, член Союза художников РФ Николай Мочалин и другие.
В Пуреховском краеведческом музее имени Д.М. Пожарского основными темами экспозиций является история Смутного времени и Народного ополчения 1612 года и медно-литейный промысел (литьё колокольчиков), процветавший в Пурехе с середины XIX века.
Генеральный директор — Лукина Лидия Викторовна.
Централизованная библиотечная система — одно из старейших учреждений культуры. Первая библиотека, позже ставшая Центральной, была открыта в селе Василёво в 1936 году. В 1977 году библиотеки Чкаловского района были объединены в Централизованную библиотечную систему. В 2020 году на базе Катунской сельской библиотеки была открыта модельная библиотека, одна из первых в Нижегородской области.
В настоящий момент МБУК ЦБС включает в себя 16 библиотек. Книжный фонд насчитывает 146 712 экземпляров. Количество читателей в 2022 году составило 15 252 человека.
Директор — Василевская Ирина Альбертовна.
Централизованная клубная система создана в результате реорганизации путём слияния Районного Дворца культуры и спорта с  учреждениями культуры района в январе 2016 года. В состав учреждения входят Дворец культуры и спорта г. Чкаловск и 12 сельских Домов культуры и Центров досуга.
Основным структурным подразделением МБУК ЦКС является Дворец культуры и спорта г. Чкаловск. Здание Дворца культуры и спорта было построено в 1982 году. С 1982 года по 1993 год было  Домом Культуры ССРЗ им. Ульянова (Ленина). С 1993 года передано  в муниципалитет и переименовано в районный Дворец культуры и спорта. В 2019 году в городском округе город Чкаловск, благодаря национальному проекту «Культура», на базе Дворца культуры и спорта был создан виртуальный концертный зал.
В МБУК ЦКС работает 142 клубных формирования, которые посещает 1 885 человек.
Директор – Хохлова Наталья Геннадьевна.
Памятники архитектуры и истории
Памятниками архитектуры и истории района являются в основном культовые учреждения постройки начала XVIII века:
- Покровская церковь (время постройки 1780 год) — село Милино. Церковь деревянная, двухпрестольная, построена в честь Покрова Пресвятой Богородицы. Храм срублен из двух восьмериков на четверике с двумя невысокими прирубами — алтарём и трапезной. Позднее трапезная была расширена, а с запада встала колокольня;
- Преображенская церковь (Спасо-Преображенский Собор) — село Пурех (первая половина XVII века). Церковь построена Дмитрием Пожарским в память освобождения Москвы от иноземных захватчиков, каменная, в честь Преображения Господня, имеет семипрестольную трапезную;
- Преображенская церковь (1819—1835 гг.) — село Вершилово. Большой и высокий цилиндр церкви поставлен на кубическое основание и дополнен особыми выступами, которые крестообразно прислонены к нему с четырёх сторон света. Нижняя часть боковых фасадов украшена портиками. Общий силуэт сооружения дополняет башня колокольни. Церковь каменная в честь Преображения господня, трехпрестольная;
- Церковь в честь Рождества Пресвятой Богородицы (1824 год) — рабочий посёлок Катунки. Церковь каменная, трехпрестольная;
- Дом А. М. Мерзлякова (ныне Есиных), построен в 1860 году — деревня Мякотино. Сохранены первоначальная планировка дома, его конструкции, архитектурные детали, многие элементы интерьера. Раскрашенная в разные цвета барельефная резьба на деталях является вершиной крестьянского искусства.

## Здравоохранение
Основное лечебное учреждение округа — Чкаловская ЦРБ.
Функционируют 4 отделения (инфекционное, педиатрическое, терапевтическое, хирургическое), где стационарную помощь получают 4500 человек в год. В поликлинике, рассчитанной на 300 посещений в смену, принимают врачи по 17 специальностям.
Параклиническая служба включает в себя рентген-кабинет, кабинет УЗИ, эндоскопический кабинет, кабинет функциональной диагностики, физиотерапевтический кабинет, клинико-диагностическую лабораторию. Также в состав больницы входят аптека и отделение скорой медицинской помощи.
Всего в Чкаловской ЦРБ работает 37 врачей, численность среднего медицинского персонала составляет 124 человек, младшего медицинского персонала — 3 человека, прочего — 115 человек.
Медицинская помощь на селе оказывается в 3-х участковых больницах (с. Катунки, с. Новинки, с.Пурех), 2-х врачебных амбулаториях ( д. Котельницы, с. Чистое) и 8 фельдшерско-акушерских пунктах (д. Андреево, д. Белое, с. Вершилово, д. Высокая, д. Железово, д. Кузнецово, с. Сицкое, с. Соломаты).

## Религия
В районе преобладает христианское православное вероисповедание. В Чкаловском благочинии действует 7 приходов.
- Храм св. вмц. Анастасии Узорешительницы (Чкаловск)

До 1764 г. в Василёвой Слободе (прежнее название Чкаловска) существовало 4 монастыря: 2 мужских – Троицкий и Покровский и 2 женских – Вознесенский и Архангельский. Наиболее древней обителью была Вознесенская. Именно в ней, как гласит местное предание, некогда подвизалась инокиня Анастасия. Анастасия происходила из царского грузинского рода, но в монастыре смиренно несла пастушеское послушание. Молитва подвижницы имела особую силу на приумножение овец. Когда Анастасия скончалась, она была похоронена в Вознесенской обители в одной могиле со своим ранее умершим братом Гавриилом, иноком мужского Покровского Василёвского монастыря. 3 мая 1639 г. архимандрит нижегородского Печёрского монастыря Макарий обрёл их нетленные мощи. В 1797 г. над склепом был возведён каменный тёплый храм во имя св. вмц. Анастасии Узорешительницы. В 40-е годы XIX в. К Анастасьевской церкви была пристроена часовня, увенчанная золотой главой, а внутри устроен святой колодец. Храмовая икона представляла собой настоящее произведение искусства: писаный, почти в рост человека, образ был с любовью убран в бархатную унизанную жемчугом ризу, а по бокам обложен серебряными  с позолотой пластинами.
В 1927 г. храм во имя св. вмц. Анастасии Узорешительницы был закрыт, святыни уничтожены. В нач. 1950-х гг. эта территория, как и большая часть старого Василёво, оказалась в зоне затопления Горьковского водохранилища.
Новая жизнь прихода началась в 1998 г. на новом месте: для отправления богослужений прихожанам было передано здание бывшей столовой-ресторана. В 2015 году начались работы по реконструкции церкви в честь Анастасии Узорешительныцы. В ходе ремонтных работ были восстановлены несущие стены здания, выполнено проектирование, изготовление и монтаж кровли с купольной частью храма. Финансирование проводилось за счет добровольных пожертвований жителей Г. О. Г. Чкаловск, Благотворительного Фонда «Возрождение Родной земли», а также компаний, входящих в производственное объединение «ФОРЭНЕРГО». Ныне жизнь прихода разнообразна. Это воскресная школа на 30 детей, просветительские беседы для взрослых, молодёжное объединение имени святителя Игнатия Брянчанинова, издается своя газета «Мир Вашему дому».
- Собор в честь Рождества Пресвятой Богородицы (с. Катунки)

Точная дата постройки не известна. В источниках фигурируют разные датировки: 1804, 1823, 1824. Являлся жемчужиной храмового ансамбля села Катунки. Главный престол был посвящён Рождеству Пресвятой Богородицы, правый — апостолам Петру и Павлу, левый — Николаю Чудотворцу.
В 1937 году собор был передан под мастерские по производству запасных деталей к станкам и механизмам текстильной промышленности. С него были сняты купола, внутри настланы полы, устроен потолок. Рядом была построена кузница. В 1968 году мастерские были переведены на новую площадку, и освободившийся собор остался в удручающем состоянии. Кроме того, он оказался в опасной близости к кромке берега, ежегодно подмываемого водами Горьковского водохранилища.
В конце 1970-х годов по инициативе и при активном участии А.П. Лямаева, бывшего директора Катунского механического завода, местные жители собрали деньги для того, чтобы восстановить купола и покрыть часть кровли. Было проведено несколько субботников по укреплению берега. Но лишь в 1990–1991 годах удалось произвести работы по восстановлению пятиглавия и замене проржавевшего кровельного покрытия на оцинкованное. На дальнейшие ремонтные работы средств не было.
В 2003–2004 годах благодаря усилиям Николая Федоровича Полякова начался ремонт и реставрация собора, были проведены трудоемкие и дорогостоящие работы по укреплению берега, сооружен переходный мост через залив, разделяющий Катунки. В 2004–2007 годах к храму был подведен природный газ, построена газовая котельная, собору был возвращен его внешний облик, отреставрирована внутренняя роспись. Наконец, в 2007 году возле храма была возведена новая колокольня, на которую в начале ноября того же года был поднят соборный колокол весом 3,8 тонны. Сейчас храм окружает благоустроенная набережная, откуда открывается прекрасный вид на Волгу и на величественно поднявшийся над нею собор.
Собор Рождества Пресвятой Богородицы имеет престолы: главный – Рождества Пресвятой Богородицы, престол в честь апостола и евангелиста Матфея, престол — Святителя Николая, Архиепископа Мир Ликийских, Чудотворца, а также два приставных престола – в честь Муромских чудотворцев князя Петра и княгини Февронии и святых первоверховных апостолов Петра и Павла. В храме хранятся ковчеги с частицами мощей св. вмч. Пантелеимона Целителя и преподобного Сергия Радонежского, преподобного Макария Желтоводского и Дивеевских сестер, прославленных в лике новомучеников и исповедников Российских, а также святителя Тихона, патриарха Московского и всея Руси, праведного Алексия Бортсурманского. Здесь же находятся чудом сохранившиеся иконы 19-го века с частицами мощей святого Пророка и Предтечи Иоанна, святителя Николая Чудотворца, святителя Германа Казанского, святых благоверных князя Петра и княгини Февронии, преподобного Серафима Саровского.
Собор является объектом культурного наследия регионального значения.
- Храм в честь Преображения Господня (с. Пурех)

Заложен князем Дмитрием Михайловичем Пожарским, построен в 1625 г., является объектом культурного наследия федерального значения.
В нём хранились реликвии, связанные с Нижегородским ополчением и подаренные лично Д.М. Пожарским. Самыми ценными были знамя ополчения, которое сейчас находится в московской Оружейной палате, и Животворящий Крест Господень, привезённый самим князем Дмитрием Михайловичем из Соловецкого монастыря в 1635 году и ныне утраченный.
В 1935 году храм был закрыт и подвергся разорению. Некоторое время использовался под склад и капроновый цех.
Реставрация храма началась в 1988 году. В 1991-м он был возвращен верующим.
- Храм в честь Преображения Господня (с. Вершилово)

Построен местными мастерами под руководством Василия Ивановича Лелекова. Строительство велось с 1819 по 1835 гг. Приход храма в то время включал в себя с.Вершилово и 28 деревень, число прихожан составляло 2 893 человека, в их числе 1 323 человек мужского и 1570 человек женского пола.
С 1937 года усилились гонения на священников прихода, отец Василий Лебедев был репрессирован, службы постепенно прекращались, колокола были сброшены и увезены, и в 1939 году храм был закрыт.
В 60-х – 70-х годах в храме располагались колхозные промыслы: пилорама в основном храме, изготовление пластмассовых деталей в трапезной части храма, водонапорная башня в колокольне. Пожар в 1976 году уничтожил все внутренние росписи и перекрытия в колокольне.
В 1995 году Указом Президента РФ от 21.02.95 г. № 176 храм Преображения Господня признан объектом культурного наследия федерального значения, и включен в Единый Государственный Реестр. 8 июля 1997 года сельским сходом было принято решение о возрождении храма и возобновлении в нём богослужений. Первая служба была проведена 19 августа 1998 года в день престольного праздника Преображения Господня.
- Храм в честь Преображения Господня (с. Сицкое)

Построен в 1831 году. Был заложен ещё в царствование Екатерины II в 1789 и строился в течение 42 лет всем миром.
В 1937 году после ареста всех священнослужителей храм был закрыт и разграблен, колокола сброшены, фундамент каменной ограды был разобран на строительство фермы. В первый год Великой Отечественной войны в церкви разместили 120 лет, которые рыли оборонительные рубежи.
Возрождение храма началось в 1989 году (ровно через 200 лет с его основания в 1789). Была восстановлена колокольня и трапезная. С назначением нового священника - иерея Александра Якимова - в 1997 году начался новый этап восстановительных работ: взялись за реконструкцию летнего храма, побелили стены изнутри и снаружи, восстановили семиярусный иконостас.
Храм является объектом культурного наследия регионального значения.
- Храм в честь Воскресения Христова (д. Матренино)

Храм кирпичный, 3-х престольный , кладбищенский. Построен в 1805 г. Центральный престол летнего храма освящен в честь Воскресения Христова.Правый придел зимнего храма в честь пророка Илии. Левый придел в честь Св. Николая Чудотворца. Сооружена 3-х ярусная колокольня.
В конце 30-х была разорена и разрушена. В 1980-х рядом был размещен ракетный дивизион ПВО, тогда же была снесена колокольня.
В 1990-х храм был возвращен Русской Православной Церкви. Было начато восстановление. Храм был практически отстроен заново, возведена колокольня. В настоящее время храм продолжает восстанавливаться.
- Храм в честь преп. Серафима Саровского (д. Урково)

Деревянная церковь во имя прп. Серафима возведена в традициях шатровых храмов, характерных для Русского Севера. Инициатором проекта и главным благотворителем строительства выступил Виктор Владимирович Клочай, в то время вице-губернатор Нижегородской области. Освящение храма, заложенного в год 250-летия со дня рождения св. Серафима Саровского, состоялось в 2005 г.. Храм имеет святыни: икона с частицей мощей преп. Серафима Саровского, преп. Сергия Радонежского, преп. Макария Желтоводского; икона с частицей мощей жен – дивеевских; икона с частицей мощей преп. Олега Брянского.

## Благотворительность
С 2014 года зарегистрирован Благотворительный фонд «Возрождение Родной земли», занимающийся поддержкой людей и сообществ г. о. г. Чкаловск.

## Знаменитые уроженцы
- Чкалов, Валерий Павлович, лётчик-испытатель, Герой Советского Союза, родился в 1904 году в посёлке Василёво-Слобода;
- Каманин, Александр Михайлович, советский художник-живописец и пейзажист. Член Союза художников СССР (1936). Заслуженный деятель искусств РСФСР (1956). Народный художник РСФСР (1976).
- Клочков Владимир Васильевич, участник Великой Отечественной войны, Герой Советского Союза.
- Грачев Аким Герасимович, участник Великой Отечественной войны, Герой Советского Союза.
- Разумовский Иван Иванович, председатель колхоза «Авангард» Чкаловского района Горьковской области. Герой Социалистического Труда. Депутат Верховного Совета РСФСР.
- Лебедев, Геннадий Степанович — Герой Советского Союза, родился в д. Фирсово.